# Кришко, Владимир
Владимир Кришко (словац. Vladimír Kriško; 19 августа 1915, Кохановце — 5 февраля 1988, Братислава) — словацкий лётчик Второй мировой войны, воевавший в составе Словацких воздушных сил на стороне Германии против СССР, 29 августа 1944 поддержал Словацкое национальное восстание против Германии, в феврале 1945 был зачислен в 1-й чехословацкий истребительный авиаполк на стороне СССР.

## Биография
Родился 19 августа 1915 в Кохановце. Три года учился в ПТУ на слесаря, окончил его в 1933 году. Поступил в авиашколу, в июле 1935 года окончил её в звании рядового первого класса. Нёс службу в 15-й разведывательной эскадрильи в Вайнорах, через год был произведён в звание капрала. В августе 1938 года был переведён в 74-ю авиаэскадрилью в Градец-Кралове, где оставался до распада Чехословакии. Вернулся в составе 64-й эскадрильи в Вайноры, в конце 1939 года поступил в военную академию города Банска-Бристрица, которую окончил 15 августа 1940 в звании лейтенанта. Прошёл некоторые дополнительные авиакурсы ночных полётов и группового боя.
Кришко начал курсы управления истребителем, однако не успел их вовремя окончить, поскольку был срочно вызван во 2-ю эскадрилью, которая была направлена на Восточный фронт: курс в итоге был окончен лишь 27 сентября 1941. 2-я эскадрилья под командованием Франтишека Вагнера была оснащена в большинстве своём истребителями Letov Š-328. Во время боёв на Восточном фронте она использовалась под позывным «Камила» (словац. Kamila). 24 июня эскадра перелетела из Спишска-Нова-Весы в Нижний Храбовец, где базировалась до начала июля. До 25 июля продолжалось оперативное развёртывание эскадры, пока из штаб-квартиры Словацких воздушных сил не поступило распоряжение о возвращении в Спишска-Нова-Вес. Позднее пилоты этой эскадрильи занимались в основном транспортными перелётами на спортивных самолётах.
28 сентября 1941 Кришко был переведён в 13-ю словацкую эскадрилью из 52-й эскадры люфтваффе. В распоряжении немцев были более эффективные истребители Bf.109E и более опытные пилоты, которые собирались попасть на фронт. В феврале 1942 года в датском Грове Кришко прошёл подготовку, оставался там до июля. Вернувшись в Словакию, Кришко занял должность заместителя командира эскадрильи Ондрея Думбалы. В сентябре 1942 года завершились воздушные учения, и в октябре началась подготовка к переброске словаков на восточный фронт. Сначала 14 октября под руководством Кришко по железной дороге отправлялись составы с солдатами, а 27 октября начал переброску войск и воздушный флот. Переброска ВВС состоялась на аэродром Майкоп, где базировалась 15-я хорватская эскадрилья.
Первую победу Владимир одержал 28 ноября 1942 в паре с сержантом (унтер-офицером) Янчовичем в бою с девятью советскими истребителями И-153. По сообщению Владимира, были сбиты три самолёта, однако ему засчитали только одну победу. 25 февраля 1943 Владимир одержал вторую победу, сбив штурмовик Ил-2. Иногда словацким пилотам приходилось сбрасывать с воздуха припасы для окружённых немецких войск. Командир Думбала назначал для этого шесть пилотов под командованием Кришко, которые совершали рейсы на самолётах Ar-66 и Go-145.
В январе 1943 года Кришко был произведён в звание лейтенанта, а за три месяца службы на фронте был награждён 24 января Железным крестом 2-го класса. 9 марта он отправился в отпуск в Словакию, однако вместе с тем не прекращал работу по управлению некоторыми частями Словацких воздушных сил. 15 апреля вместе с капитаном Палеником он вернулся на фронт: Думбала занял должность командира 13-й эскадрильи, и Паленик стал командиром 15-й эскадрильи. 28 апреля Владимир продолжил одерживать победы, сбив два истребителя ЛаГГ-3. 28 мая он сбил ещё два «Яка». 4 апреля Владимир сбил бомбардировщик Пе-2, одержав свою девятую и последнюю в рядах Люфтваффе победу. Спустя три дня он прилетел в Пьештяны, где занял должность техника 1-й эскадрильи, но затем 8 ноября вошёл в состав оборонительного подразделения Словацких воздушных сил, которое отвечало за борьбу с бомбардировщиками противника, совершавшими налёты на словацкие города. Несколько человек из 13-й эскадрильи на 11 истребителях Bf.109E и 3 бомбардировщиках Avia B-534 служили вместе с Кришко. Из 13-й эскадрильи позднее были переведены ещё несколько лётчиков, вернувшихся с фронта. В феврале 1944 года они пересели на самолёты Bf.109G-6.
Вскоре на территорию Словакии стали совершаться авианалёты. 26 июня 1944 несколько американских бомбардировщиков совершили вылет на территорию Словакии, и бой с ними завершился плачевными последствиями: погибли три пилота, один получил тяжёлое ранение, а шесть самолётов были сбиты в ходе стычки. Тогда Кришко по болезни не мог нести службу. 29 августа 1944 грянуло Словацкое национальное восстание, и Владимир с сотником Иваном Галузицким перебрался в Банску-Бистрицу, перейдя на сторону восставших и возглавив 13 октября 1944 Объединённую эскадру. В конце октября он перебрался с небольшой технической группой и двумя бипланами к Доновалам. Генералы Виест и Голян были готовы перелететь в СССР, однако совершить перелёт не удалось, и Кришко велел уничтожить самолёты. Спустя две недели восстание было подавлено, а Кришко бежал в горы.
В феврале 1945 года он сумел установить связь с советскими войсками и был зачислен в 1-й чехословацкий истребительный авиаполк, в котором и закончил войну. После войны Кришко занимал разные должности, в апреле 1948 года в звании майора возглавил 1-й авиаполк. В отставку вышел в 1951 году в звании подполковника. Скончался 5 февраля 1988 в Братиславе.